# Justice League vs. Teen Titans
Justice League vs. Teen Titans è un film d'animazione del 2016 diretto da Sam Liu, facente parte dei DC Universe Animated Original Movies. La pellicola è il settimo capitolo del cosiddetto DC Animated Movie Universe.

## Trama
La Justice League si trova a combattere la Legion of Doom (composta da Lex Luthor, Cheetah, Solomon Grundy, il Mago del Tempo e il Giocattolaio) nei pressi della sua nuova sede; dopo la vittoria del gruppo di supereroi il Mago riesce a fuggire ma, nel far ciò, viene posseduto da una strana ombra che lo rende in grado di ferire Superman. Batman coordina quindi l'evacuazione della città ma suo figlio Damian, disobbedendogli, attacca il Mago con il Batwing e fa sì che l'ombra fugga, senza poter quindi scoprire null'altro su di essa. Bruce allora, per insegnargli il valore del lavoro di squadra, lo fa portare da Dick Grayson al quartier generale dei Giovani Titani, un gruppo di ragazzi dotati di poteri. Nel frattempo l'ombra possiede Superman, che comincia ad avere dei comportamenti inusuali che turbano Wonder Woman.
Robin incontra i suoi nuovi compagni Rachel Roth / Raven, Garfield Logan / Beast Boy e Jaime Reyes / Blue Beetle, insieme alla loro insegnante e compagna Koriand'r / Starfire, ma, rifiutandosi di considerarli tali, si comporta in maniera arrogante e ciò determina uno scontro tra lui e Beetle: questi, involontariamente, lo ferisce in modo gravissimo e Raven interviene per salvarlo. Nell'usare i suoi poteri per salvargli la vita, le loro menti entrano in contatto e Damian vede in quella della ragazza una figura che la terrorizza; Raven, tuttavia, si rifiuta di parlarne e Starfire non possiede alcuna informazione su di lei, si sa solo che i suoi genitori sono morti.
Superman, ancora posseduto, attacca e sconfigge brutalmente il Teschio Atomico: Wonder Woman e Batman lo avvicinano e, dopo quest'ultimo usa della kryptonite, l'ombra si manifesta per poi fuggire di nuovo tramite l'uomo d'acciaio. Intanto Starfire porta i ragazzi ad un luna park per farli svagare un po' e per aiutarli a conoscersi meglio, ma poco dopo Raven viene attaccata da alcuni emissari dell'ombra, che riesce a sconfiggere con l'aiuto dei suoi compagni, che successivamente le chiedono spiegazioni. Raven rivela che l'ombra non è altri che suo padre, il potente e malefico demone Trigon, che la assilla per essere liberato dal cristallo in cui lei lo ha imprigionato dopo la distruzione di Azarath. A questo punto arriva la Justice League, che li ha localizzati grazie a Victor Stone / Cyborg e che chiede che Raven si unisca a loro; Flash, Diana e Victor, tuttavia, vengono posseduti dalle ombre e sconfiggono agilmente i Titani, cosa che costringe Raven a trasformarsi a sua volta in un demone (la sua vera natura) e a consegnarsi alla JLA. Cyborg e Batman riescono, durante il combattimento a liberarsi dalle ombre (che non possono ospitare corpi feriti), il primo grazie a Beetle, il secondo sfruttando una neurotossina studiata per Bane che però lo mette fuori causa. Robin, deciso a salvare Raven, coordina gli altri: dopo averla trovata grazie al localizzatore che ha messo su di lei riesce a far rinsavire Superman, che a sua volta libera Flash e Diana ma non prima che Trigon riacquisti il suo corpo. I Titani, salvata Raven, si recano con lei all'inferno per recuperare il cristallo in cui imprigionare di nuovo il demone, ma quando tutto sembra compiuto Ra's al Ghul, nonno di Damian, si manifesta e manda in frantumi l'oggetto per poi chiedere al nipote di schierarsi come lui dalla parte di Trigon. Damian rifiuta, ormai conscio del valore del lavorare collettivamente e dell'amicizia, e lo sconfigge (Ra's si rivela essere in realtà solo uno dei demoni mutanti di Trigon) mentre Raven riesce a sigillare di nuovo suo padre, inserendo poi il cristallo sulla sua fronte. All'inizio la ragazza non vuole seguire i Titani sulla Terra, per paura di liberare di nuovo il padre, ma Robin la convince a seguirli, deciso a riportarla indietro da loro.
Nella scena durante i titoli di coda Terra si avvicina alla torre dei Teen Titans.
Inoltre, alcuni ipotizzano una possibile attrazione tra Damian e Raven, rendendo anche probabile la possibilità di una relazione tra i due.

## Produzione
Il film fu annunciato dalla DC Comics, insieme a Batman: Bad Blood, nel luglio 2015 durante il San Diego Comic-Con International.
Nell'aprile 2017 è uscito il sequel direct-to-video Teen Titans: The Judas Contract con Deathstroke come antagonista.

## Doppiaggio
| Personaggio                 | Doppiatore         |
| --------------------------- | ------------------ |
| Damian Wayne / Robin        | Stuart Allan       |
| Rachel Roth / Raven         | Taissa Farmiga     |
| Garfield Logan / Beast Boy  | Brandon Soo Hoo    |
| Jaime Reyes / Blue Beetle   | Jake T. Austin     |
| Victor Stone / Cyborg       | Shemar Moore       |
| Dick Grayson / Nightwing    | Sean Maher         |
| Koriand'r / Starfire        | Kari Wahlgren      |
| Trigon                      | Jon Bernthal       |
| Clark Kent / Superman       | Jerry O'Connell    |
| Diana Prince / Wonder Woman | Rosario Dawson     |
| Bruce Wayne / Batman        | Jason O'Mara       |
| Barry Allen / Flash         | Christopher Gorham |